# Hipposideros speoris
Hipposideros speoris là một loài dơi trong họ Dơi nếp mũi. Nó được tìm thấy ở Ấn Độ và Sri Lanka. Môi trường sống tự nhiên của nó là rừng, hang động và các khu vực thành thị khô cận nhiệt đới hoặc nhiệt đới.
Nó được đặt theo tên của Johann Gottlob Theaenus Schneider , một nhà tự nhiên học người Đức.